# ペプチドマスフィンガープリンティング
ペプチドマスフィンガープリンティング（peptide mass fingerprinting; PMF）は、1993年に開発されたタンパク質の同定方法である。この技術は同年にいくつかの研究グループによって独立に発案された 。

## 概要
ペプチドマスフィンガープリンティングではまず未知のタンパク質を小さなペプチド断片に分解し、その質量を MALDI-TOF や ESI-TOF といった質量分析法によって正確に計測する。測定された質量は計算機によって（in silico）既知のタンパク質データベースやゲノムデータ内の配列と比較される。塩基配列情報のデータベースの場合には、検索の際にプログラムによって塩基配列がアミノ酸配列へと翻訳される。次にアミノ酸配列は論理的に断片化され、その質量が計算される。こうして算出されたデータベース内のタンパク質の断片の理論値と、質量分析装置から得られた未知のタンパク質の断片の実測値とを照合し、統計的に最も有意なものを選び出す。
PMF の利点は、同定に際して エドマン分解のような時間のかかる de novo シークエンス作業を必要としないことである。逆に欠点は、検索対象のタンパク質が必ずデータベースに存在していなければならないことである。また多くの PMF 用検索プログラムは、未知のタンパク質が単一であることを前提としている。そのようなプログラムで複数のタンパク質が混在している試料を分析すると、検索に深刻な支障をきたす。そのため一般的には、 PMF で同定を行うタンパク質は何らかの方法で単離しておく必要がある。2-3 種類を超える多種類のタンパク質の混合物を分析するには、もっと同定の確度の高い MS/MS を別途用いる必要がある。従って PMF で探索されるタンパク質は、 SDS-PAGE や二次元電気泳動によって分離されたものである場合が多い。これらの手法により分離したタンパク質も、MALDI-TOF/TOF や nanoLC-ESI-MS/MS などの装置によって MS/MS 解析を行うことは可能である。

## 分析の流れ

### 試料調製
分析されるタンパク質は前述の通り電気泳動で分離されてきたものが一般的である。試料調製の過程においてタンパク質は修飾される。例えばシステイン残基が形成するジスルフィド結合は分析の妨げとなるため、還元およびチオール基のアルキル化処理や、アクリルアミド処理が行われる。
次にタンパク質はトリプシン・キモトリプシン・V8プロテアーゼなどの消化酵素によって消化断片へと分解される。典型的には基質となるタンパク質と酵素の量比は 50：1 ほどであり、これを混合して一晩処理する。消化されてできたペプチド断片はアセトニトリルで抽出の後、減圧乾燥される。これを少量の蒸留水で溶き、質量分析の試料とする。

### 質量分析

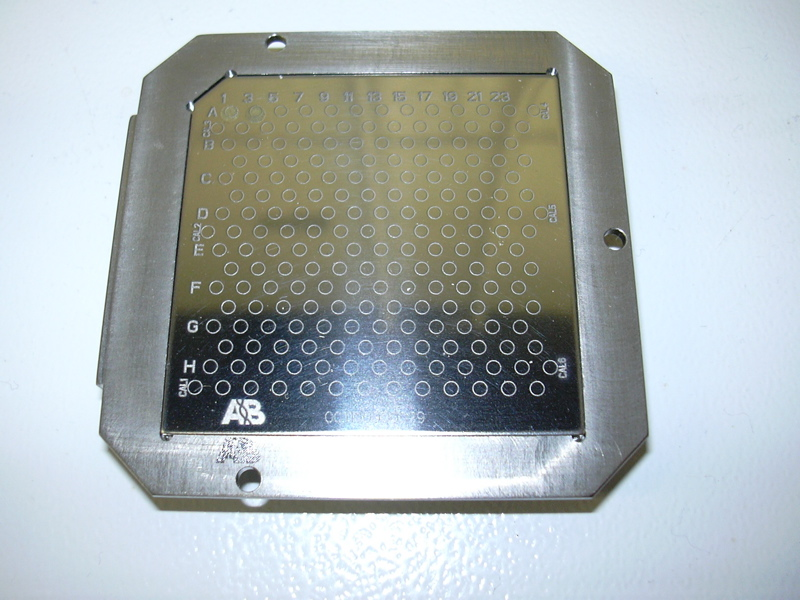
MALDI用サンプルプレートの例（アプライドバイオシステムズ社製）。円の中にサンプルをスポットする。

調製された試料はいくつかのタイプの分析装置、ESI-TOF や MALDI-TOF などで分析される。MALDI-TOF はスループットが高く、よく利用される装置である。MS/MS 分析が可能な装置ならば複数のタンパク質を分析することも可能である。
MALDI-TOF の場合、試料はサンプルプレート（導電性の金属板）の上にスポット（1μl程度）され、ここでマトリックスと呼ばれる物質と混合される。マトリックス分子はペプチド断片の効率的な脱離に必要である。マトリックスとペプチド断片はサンプルプレート上で混晶を形成し、分析可能な状態となる。
サンプルプレートは質量分析装置内の高真空の試料室に挿入され、分析の開始に伴いパルス発振レーザーの照射によりマトリックス分子が励起される。励起されたマトリックスからはペプチド断片へ効率的にエネルギーが渡され、電荷を持ったペプチド断片はマトリックスとともに気化する。これらの分子は装置内の電場によって加速され、質量分離部を飛行して検出器に到達、電気的な信号として検出される。分子の質量は飛行時間に反映されているため、そこから逆算してペプチド断片の質量電荷比が得られる。

### コンピュータによる計算
上記のような質量分析によって直接得られる情報は、ピークリストと呼ばれる分子の質量電荷比の一覧である。この数値と Swiss-Prot や GenBank などの巨大データベース内の配列情報との比較検索が行われる。検索のためのソフトウェアは、データベース内のタンパク質配列を（未知のタンパク質を断片化した時と同じ方法、例えばトリプシンの切断規則をまねて）論理的に切断して断片を作る。この論理断片の質量が計算され、質量分析装置で実測されたピークリストの値との比較が行われる。比較の結果は統計的に処理され、一致する可能性のあるタンパク質が表として表示される。